# Вячеславовка (Крым)
Вячесла́вовка (до 1948 года Ак-Баш; укр. В'ячеславівка, крымскотат. Aq Baş, Акъ Баш) — исчезнувшее село в Черноморском районе Республики Крым, располагавшееся на севере района, в степной части Крыма, примерно в 4 км юго-восточнее современного села Новоульяновка.

### Динамика численности населения
| - 1806 год — 25 чел. - 1889 год — 78 чел. - 1892 год — 59 чел. | - 1900 год — 9 чел. - 1926 год — 183 чел. - 1939 год — 146 чел. |

## История
Идентифицировать Ак-Баш среди, зачастую сильно искажённых, названий деревень в Камеральном Описании Крыма… 1784 года пока не удалось, возможно, это Кок Ат в Тарханском кадылыке Козловскаго каймаканства. После присоединения Крыма к России (8) 19 апреля 1783 года, (8) 19 февраля 1784 года, именным указом Екатерины II сенату, на территории бывшего Крымского ханства была образована Таврическая область и деревня была приписана к Евпаторийскому уезду. После павловских реформ, с 1796 по 1802 год входила в Акмечетский уезд Новороссийской губернии. По новому административному делению, после создания 8 (20) октября 1802 года Таврической губернии, Ак-Баш был включён в состав Яшпетской волости Евпаторийского уезда.
По Ведомости о волостях и селениях, в Евпаторийском уезде с показанием числа дворов и душ… от 19 апреля 1806 года, в деревне Ак-Баш числилось 3 двора, 24 крымских татарина и 1 ясырь. На военно-топографической карте генерал-майора Мухина 1817 года деревня Акбаш обозначена с 3 дворами. После реформы волостного деления 1829 года Акбаш, согласно «Ведомости о казённых волостях Таврической губернии 1829 года», остался в составе Яшпетской волости. На карте 1836 года в деревне 1 двор, а на карте 1842 года Ак-баш обозначен условным знаком «малая деревня», то есть, менее 5 дворов.
В 1860-х годах, после земской реформы Александра II, деревню приписали к Курман-Аджинской волости. По обследованиям профессора А. Н. Козловского 1867 года, вода в колодцах деревни Ак-Баш была солоноватая, а их глубина колебалась от 1 до 5 саженей (от 2 до 10 м). Согласно «Памятной книжке Таврической губернии за 1867 год», деревня была покинута, в результате эмиграции крымских татар, особенно массовой после Крымской войны 1853—1856 годов, в Турцию и лежала в развалинах. А согласно изданной в 1886 году «Справочной книжке о приходах и храмах Таврической епархии…» епископа Гермогена, в деревне Ак-Бат уже проживало смешанное русско-татарское население.
В «Памятной книге Таврической губернии 1889 года», по результатам Х ревизии 1887 года, в деревне Акбаш числилось 13 дворов и 78 жителей. Согласно «…Памятной книжке Таврической губернии на 1892 год», в деревне Акбаш, входившей в Карлавский участок, было 59 жителей в 9 домохозяйствах.
Земская реформа 1890-х годов в Евпаторийском уезде прошла после 1892 года, в результате Акбаш приписали к Донузлавской волости.
По «…Памятной книжке Таврической губернии на 1900 год» в деревне числилось 9 жителей в 7 дворах. В Статистическом справочнике Таврической губернии за 1915 год селение не упомянуто
После установления в Крыму Советской власти, по постановлению Крымревкома от 8 января 1921 года № 206 «Об изменении административных границ» была упразднена волостная система и образован Евпаторийский уезд, в котором создан Ак-Мечетский район и село вошло в его состав, а в 1922 году уезды получили название округов. 11 октября 1923 года, согласно постановлению ВЦИК, в административное деление Крымской АССР были внесены изменения, в результате которых округа были отменены, Ак-Мечетский район упразднён и село вошло в состав Евпаторийского района. Согласно Списку населённых пунктов Крымской АССР по Всесоюзной переписи 17 декабря 1926 года, в селе Ак-Баш, Керлеутского сельсовета Евпаторийского района, числилось 39 дворов, из них 36 крестьянских, население составляло 183 человека, из них 128 татар, 53 русских, 2 грека, действовала татарская школа. Согласно постановлению КрымЦИКа от 30 октября 1930 года «О реорганизации сети районов Крымской АССР», был восстановлен Ак-Мечетский район (по другим данным 15 сентября 1931 года) и село вновь включили в его состав. По данным всесоюзная перепись населения 1939 года в селе проживало 146 человек.
В 1944 году, после освобождения Крыма от фашистов, согласно Постановлению ГКО № 5859 от 11 мая 1944 года, 18 мая крымские татары были депортированы в Среднюю Азию. С 25 июня 1946 года Ак-Баш в составе Крымской области РСФСР. Указом Президиума Верховного Совета РСФСР от 18 мая 1948 года, Ак-Баш переименовали в Вячеславку. 26 апреля 1954 года Крымская область была передана из состава РСФСР в состав УССР. С начала 1950-х годов, в ходе второй волны переселения (в свете постановления № ГОКО-6372с «О переселении колхозников в районы Крыма»), в Черноморский район приезжали переселенцы из различных областей Украины. Время включения в состав Межводненского сельсовета пока не установлено: на 15 июня 1960 года село уже числилось в его составе. В более поздних документах фигурирует под названием Вячеславовка. Ликвидировано после 1 июня 1977 года, поскольку на эту дату ещё числилось в составе Межводненского сельсовета